# غوري (مقاطعة فراشبند)
غوري (بالفارسية: گوری) هي قرية تقع في قسم دجغاه الريفي في إيران. يقدر عدد سكانها بـ 659 نسمة بحسب إحصاء 2016.